# Mistrzostwa Świata w Kolarstwie Torowym 1987
84. Mistrzostwa Świata w Kolarstwie Torowym 1987 odbyły się w stolicy Austrii – Wiedniu w sierpniu 1987 roku. W programie mistrzostw znalazło się piętnaście konkurencji: sprint i wyścig na dochodzenie dla kobiet, a dla mężczyzn: sprint, wyścig na dochodzenie, wyścig ze startu zatrzymanego i wyścig punktowy zarówno dla zawodowców jak i amatorów, wyścig drużynowy na dochodzenie zawodowców, wyścig tandemów, wyścig na 1000 m, keirin oraz derny.

## Medaliści

### Kobiety
| Konkurencja                         | Złoto         | Srebro               | Brąz              |
| ----------------------------------- | ------------- | -------------------- | ----------------- |
| 3000 m indywidualnie na dochodzenie | Rebecca Twigg | Jeannie Longo        | Mindee Mayfield   |
| sprint indywidualny                 | Erika Salumäe | Christa Rothenburger | Connie Paraskevin |

### Mężczyźni
| Konkurencja                              | Złoto                                                                                | Srebro                                                              | Brąz                                                                                 |
| ---------------------------------------- | ------------------------------------------------------------------------------------ | ------------------------------------------------------------------- | ------------------------------------------------------------------------------------ |
| wyścig punktowy zawodowców               | Urs Freuler                                                                          | Anthony Doyle                                                       | Roger Ilegems                                                                        |
| wyścig punktowy amatorów                 | Marat Ganiejew                                                                       | Uwe Messerschmidt                                                   | Pascal Lino                                                                          |
| wyścig ze startu zatrzymanego zawodowców | Max Hürzeler                                                                         | Danny Clark                                                         | Werner Betz                                                                          |
| wyścig ze startu zatrzymanego amatorów   | Mario Gentili                                                                        | Vincenzo Colamartino                                                | Roland Königshofer                                                                   |
| indywidualnie na dochodzenie zawodowców  | Hans-Henrik Ørsted                                                                   | Jesper Worre                                                        | Anthony Doyle                                                                        |
| indywidualnie na dochodzenie amatorów    | Gintautas Umaras                                                                     | Wiaczesław Jekimow                                                  | Artūras Kasputis                                                                     |
| keirin                                   | Harumi Honda                                                                         | Claudio Golinelli                                                   | Shigenori Inoue                                                                      |
| 1 km ze startu zatrzymanego              | Martin Vinnicombe                                                                    | Jens Glücklich                                                      | Konstantin Chrabcow                                                                  |
| drużynowo na dochodzenie                 | ZSRR · Wiaczesław Jekimow · Aleksandr Krasnow · Wiktor Manakow · Siergiej Chmielinin | NRD · Steffen Blochwitz · Dirk Meier · Carsten Wolf · Roland Hennig | Czechosłowacja · Pavel Soukup · Miroslav Kundera · Svatopluk Buchta · Miroslav Junec |
| tandemy                                  | Francja · Fabrice Colas · Frédéric Magné                                             | Włochy · Andrea Faccini · Roberto Nicotti                           | Czechosłowacja · Vítězslav Vobořil · Lubomír Hargaš                                  |
| sprint indywidualny zawodowców           | Nobuyuki Tawara                                                                      | Hideyuki Matsui                                                     | Claudio Golinelli                                                                    |
| sprint indywidualny amatorów             | Lutz Heßlich                                                                         | Bill Huck                                                           | Michael Hübner                                                                       |
| Derny                                    | Constant Tourné                                                                      | Danny Clark                                                         | Werner Betz                                                                          |

## Klasyfikacja medalowa
| Miejsce | Państwo           |   |   |   | Razem |
| ------- | ----------------- | - | - | - | ----- |
| 1.      | ZSRR              | 4 | 1 | 2 | 7     |
| 2.      | Japonia           | 2 | 1 | 0 | 3     |
| 3.      | Szwajcaria        | 2 | 0 | 1 | 3     |
| 4.      | NRD               | 1 | 4 | 1 | 6     |
| 5.      | Włochy            | 1 | 3 | 1 | 5     |
| 6.      | Australia         | 1 | 2 | 0 | 3     |
| 7.      | Francja           | 1 | 1 | 1 | 3     |
| 8.      | Dania             | 1 | 1 | 0 | 2     |
| 9.      | Stany Zjednoczone | 1 | 0 | 2 | 3     |
| 10.     | Belgia            | 1 | 0 | 1 | 2     |
| 11.     | RFN               | 0 | 1 | 2 | 3     |
| 12.     | Wielka Brytania   | 0 | 1 | 1 | 2     |
| 13.     | Czechosłowacja    | 0 | 0 | 2 | 2     |
| 14.     | Austria           | 0 | 0 | 1 | 1     |